# David Krumholtz
David Krumholtz, född 15 maj 1978 i Queens i New York, är en amerikansk skådespelare. Känd bland annat från TV-serien Numb3rs där han gör rollen som matematikern Charlie Eppes.
Han började som skådespelare då han var tretton år gammal.

## Filmografi, i urval
- 1993 – Den heliga familjen Addams
- 1993 – Give Me a Break
- 1994 – Nu är det jul igen
- 1997 – The Ice Storm
- 1998 – Slums of Beverly Hills
- 1999 – 10 orsaker att hata dig
- 1999 – Liberty Heights
- 2001 – The Mexican
- 2002 – Nu är det jul - igen 2
- 2004 – Ray
- 2005 – Serenity
- 2005 – Numb3rs (TV-serie)
- 2007 – Walk Hard: The Dewey Cox Story
- 2012 – The Newsroom (TV-serie)
- 2023 – Oppenheimer
- 2023 – White House Plumbers (TV-serie)
- 2025 – Deliver Me from Nowhere